# Никитин, Никита Александрович
Ники́та Алекса́ндрович Ники́тин (16 июня 1986, Омск, СССР) — российский хоккеист. Чемпион мира 2012 года. Заслуженный мастер спорта России (2012).

## Карьера
Воспитанник омского хоккея. Перед отъездом в НХЛ выступал за омский «Авангард». Серебряный (2006) и бронзовый (2007) призёр чемпионатов России.
14 июня 2010 года подписал двусторонний контракт с «Сент-Луис Блюз». 11 ноября 2011 года был обменян в «Коламбус Блю Джекетс» на Криса Рассела. Забросил свою первую шайбу в НХЛ 6 февраля 2011 года в матче с «Тампой-Бэй Лайтнинг».
25 июня 2014 года Никитин подписал двухлетний контракт с клубом «Эдмонтон Ойлерз» на сумму $4,5 млн в год. Этот контракт вошел в число худших в истории клуба, и вызвал удивление большинства хоккейных экспертов.
16 сентября 2016 года подписал контракт до конца сезона с омским «Авангардом», после которого, хотел вернуться в НХЛ. Однако, подписал контракт с Челябинским "Трактором", где проявил себя крайне слабо, после чего закончил карьеру, из-за отсутствия спроса от других клубов.
Матч 20 октября 2016 года с «Северсталью» стал 350-м в чемпионатах России за «Авангард» для Никиты Никитина, который отметил это событие результативной передачей. В них 30-летний защитник забросил 18 шайб, сделал 71 передачу, набрал 280 минут штрафа и показатель полезности «+21».
В сезоне 2016/2017 в составе «Авангарда» Никитин провёл в КХЛ 47 матчей, забросив три шайбы и сделав три голевые передачи при показателе полезности +3.
В 2022 году Никитин работал тренером по защитникам в хоккейной академии «Авангард». Летом 2025 года Никитин вошел в тренерский штаб команды «Омские крылья».

## Статистика
| Легенда | Легенда                    | Легенда | Легенда                   | Легенда | Легенда    |
| ------- | -------------------------- | ------- | ------------------------- | ------- | ---------- |
| И       | Количество проведённых игр | Штр     | Штрафное время            | +/−     | Плюс-минус |
| Г       | Голы                       | П       | Голевые передачи          | О       | Очки       |
| -       | Статистика неизвестна      | —       | Статистика не учитывалась |         |            |

## Достижения
| Год  | Команда  | Достижение                          | Достижение |
| ---- | -------- | ----------------------------------- | ---------- |
| 2006 | Авангард | Серебряный призёр чемпионата России |            |
| 2007 | Авангард | Бронзовый призёр чемпионата России  |            |

| Год  | Команда  | Достижение                             | Достижение |
| ---- | -------- | -------------------------------------- | ---------- |
| 2005 | Авангард | Обладатель Кубка европейских чемпионов |            |

| Год  | Команда       | Достижение                                    | Достижение |
| ---- | ------------- | --------------------------------------------- | ---------- |
| 2006 | Россия (мол.) | Серебряный призёр молодёжного чемпионата мира |            |
| 2012 | Россия        | Чемпион мира                                  |            |

| Год  | Достижение                       | Достижение |
| ---- | -------------------------------- | ---------- |
| 2012 | Заслуженный мастер спорта России |            |